# IIII Щастлив Флавиев легион
IIII Щастлив Флавиев легион (IV) (Legio IV Flavia Felix; също: Legio IV Flavia Victrix) e легион на Римската империя. Емблемата на легиона е лъв.
Създаден е през 70 г. от император Веспасиан и се състои преди всичко от войници от разформирования Legio IV Macedonica. Допълнителното си име „Flavia Felix“ („Щастлив Флавиев“), получава за победата на фамилията на Флавиите в гражданската война през 68/69 г.
Легионът е стациониран от 89 до 101 г. в горномизийския Сингидун и участва в завладяването на Дакия. От 106 до 119 г. вероятно е базиран в завладения главен град на Дакия Сармизегетуза. През 119 г. император Адриан го мести отново в Сингидун.
След като легионът в периода 89, 92/93 и 97 г. е стациониран на Дунав, през първата дакийска война е изпратен в Югозападна Дакия, където между 102 и 118 г. от лагера си в Berzobis (дн. Берзовия, Румъния) пази Железни врата. Легионът взема участие по време на император Марк Аврелий в боевете в Дунавския регион и участва след това в битките срещу партите и сасанидите. Той съществува до края на ІV век.